# Estação Floramar
Floramar é uma das estações do Metrô de Belo Horizonte, situada entre os bairros Floramar e Planalto. 
Foi inaugurada em 2002.